# Коваленко Петро Миколайович
Петро́ Микола́йович Ковале́нко (25 лютого 1994, Рахнівка, Гайсинський район, Вінницька область, Україна — 2 травня 2014, Андріївка, Слов'янський район, Донецька область, Україна) — український військовослужбовець, десантник, старший солдат Збройних сил України.

## Життєпис
Батьки Петра Коваленка — біженці з Абхазії. Тікаючи від війни, 1992 року вони оселилися в селі Рахнівка на Вінниччині, де й народився хлопець. Батьки працюють у місцевій школі, тато завгоспом, а мама кухарем. На подвір'ї школи стоїть пам'ятник уродженцю Рахнівки Василю Стусу. В рідній Рахнівці Петро закінчив 4 класи, потім перейшов на навчання до Чечелівської школи у сусідньому селі, по закінченні якої 2009 року вступив до Вищого професійного училища № 11 м. Вінниці. Навчався в групі № 7 за спеціальністю «слюсар з ремонту автомобілів». По тому навчався у Вінницькому технічному коледжі на заочному відділені. Захоплювався спортом та рибальством. Хлопець з дитинства мріяв про армію. Восени 2013-го завершив строкову службу в Житомирській 95-ій десантній бригаді і залишився на військовій службі за контрактом.
Солдат, старший водій БТР аеромобільно-десантного взводу 2-ї аеромобільно-десантної роти 1-го аеромобільно-десантного батальйону 95-ї окремої аеромобільної бригади, в/ч А0281, Житомир.
Загинув 2 травня 2014 року поблизу Слов'янська під час виконання завдання у рамках антитерористичної операції. Військові 95-ї аеромобільної бригади мали оточити осередок озброєних бойовиків. На шляху до місця призначення біля селища Андріївка на мосту через річку Сухий Торець рух колони заблокувала організована група людей, які назвалися місцевими мешканцями, серед них були жінки з іконами і дітьми. Військові зупинилися, майор Ілля Хоменко почав переговори, які затягнулися до сутінків. О 22:15, під час перемовин, на українських військовослужбовців здійснили озброєний напад російські терористи, які відкрили вогонь зі стрілецької зброї та гранатометів, практично з-за спин цивільних мешканців, прикриваючись «живим щитом». Першим від кулі снайпера загинув старший солдат Сергій Панасюк. Солдат Петро Коваленко загинув від вибуху гранати «ВОГ» з підствольного гранатомета, яка розірвалася у нього під ногами. Всю ударну силу та численні осколки він прийняв на себе і фактично закрив своїм тілом сімох товаришів по службі, які дістали поранення і контузії. Від осколків Петра не врятував і його «щасливий» бронежилет, в якому за тиждень перед тим застрягла ворожа куля. Колоні десантників вдалося вийти з-під обстрілу і відбити напад терористів.
Після відспівування в сільському храмі святого Іоанна Богослова у Рахнівці сумна жалобна процесія свого Героя несла на руках через все село. Поховали рядового Коваленка на центральній алеї місцевого цвинтаря поряд із найвідомішими уродженцями села.
Вдома лишилися батьки Тетяна й Микола та старша сестра Христина.

## Нагороди та вшанування
- 19 липня 2014 року — за особисту мужність і героїзм, виявлені у захисті державного суверенітету та територіальної цілісності України, відзначений — нагороджений орденом «За мужність» III ступеня (посмертно)[2]
- У селі Рахнівка на фасаді будівлі загальноосвітньої школи, де навчався Петро Коваленко, йому відкрито меморіальну дошку
- На честь Петра Коваленка рішенням Рахнівської сільради названо вулицю в с. Рахнівка
- У Вінниці на фасаді Вищого професійного училища № 11 встановлено меморіальну дошку на честь одразу двох випускників навчального закладу, які загинули в АТО, — десантника Петра Коваленка та бійця Нацгвардії Віктора Долінського[3]
- На місці загибелі героїв-десантників Петра Коваленка і Сергія Панасюка поблизу Слов'янська встановлено залізний хрест з меморіальною табличкою[4].
- нагороджений недержавною відзнакою — медаллю «За визволення Слов'янська» (посмертно).